# Tetramorium tanaense
Tetramorium tanaense (лат.) — вид муравьёв рода Tetramorium из подсемейства Myrmicinae (Formicidae). Видовое название происходит от имени места обнаружения (Tana River).

## Распространение
Восточная Африка: Кения (Tana River Delta, Coastal Kenya).

## Описание
Мелкие земляные муравьи; длина рабочих 3—4 мм. От близких видов (Tetramorium humbloti, Tetramorium sepultum, Tetramorium bendai) отличается более длинными и острыми шипиками проподеума, относительно более крупными глазами, продольными бороздками груди без сетчатости, отсутствием отстоящих волосков на первом тергите брюшка, отчётливо чешуевидным постпетиолем. Длина головы рабочих (HL) 0,70—0,74 мм, ширина головы (HW) 0,69—0,73 мм. Основная окраска тела коричневая, брюшко темнее. Усики рабочих и самок 11-члениковые. Петиоль чешуевидный в профиль с высоким узелком (примерно в 3 раза выше длины, сверху поперечный и эллиптический).  Усиковые бороздки хорошо развиты, длинные. Боковые части клипеуса килевидно приподняты около места прикрепления усиков. Жвалы широкотреугольные с зубчатым жевательным краем. Стебелёк между грудкой и брюшком состоит из двух члеников: петиолюса и постпетиолюса (последний четко отделен от брюшка), жало развито, куколки голые (без кокона). Заднегрудка с 2 острымим проподеальными шипиками. Брюшко гладкое и блестящее. Гнездятся в земле.

## Таксономия
Включён в видовую группу Tetramorium weitzeckeri. Вид был впервые описан в 2010 году американскими мирмекологами Франциско Хита-Гарсиа (Francisco Hita Garcia), Брайаном Фишером (Brian L. Fisher; Entomology, California Academy of Sciences, Сан-Франциско, Калифорния, США) и М. Петерсом (Бонн, Германия).